# Условное освобождение (Гражданская война в США)
Условное освобождение военнопленных — распространённое явление во время Гражданской войны в США, особенно на ранних её этапах. Согласно этой системе военнопленный отпускался домой на условии не воевать против армии захватившей его стороны вплоть до формального освобождения или обмена.
Система возникла в самом начале Гражданской войны, когда воюющие стороны столкнулись с большим количеством военнопленных, содержать которых было слишком сложно. В этой ситуации армии Союза и Конфедерации обратились к европейской системе условного освобождения — parole. Условно освобождённый военнопленный (paroled prisoner) отпускался домой на условии не воевать против армии-противника до формального освобождения и не действовать против захватившей его стороны каким-либо иным образом. Такие освобождённые (parolees) отправлялись домой и там ждали известия об обмене.

## История
Условное освобождение начало применяться даже до формального начала войны. 18 февраля 1861 года Техас объявил о сецессии, и генерал Дэвид Твиггс сдался в плен со всеми отрядами федеральной армии. Федеральные солдаты и офицеры были условно освобождены и отправлены на север. Когда сдался форт Самтер, его гарнизон также был условно освобождён, и его даже снабдили транспортом для переправки на север.
Первое время обмены пленными происходили в формате индивидуальной договорённости между командирами. Один из первых случаев произошёл в Миссури, где генерал Гидеон Пиллоу 28 августа 1861 года предложил генералу Уильяму Уоллесу такой обмен. Но в тот раз не удалось договориться о формате обмена. 14 октября генерал Леонидас Полк предложил обмен пленными генералу Улиссу Гранту. Грант ответил, что не признаёт Конфедерацию и по этой причине не может заключать с ней соглашений. Однако в неформальном порядке он вернул трёх пленных южан, а Полк в ответ вернул 16 федеральных пленных. Такой обмен продолжался несколько недель и было обменяно несколько сотен пленных. При этом Грант старался не привлекать внимания к этому процессу.
Администрация Линкольна также не признавала Конфедерацию и отказывалась заключать с ней формальные соглашения, но обстоятельства заставили её изменить своё отношение к вопросу. В январе 1862 года начались переговоры о передаче одежды и продовольствия для федеральных пленных. Эти переговоры переросли в переговоры между генералом Вулом и генералом Томасом Коббом, но в тот раз не удалось прийти к соглашению. 23 июня Сенат одобрил идею соглашения об обмене, а 22 июля было заключено официальное соглашение между генералом Диксом и генералом Хиллом. Известное как «Соглашение Дикса-Хилла» (Dix-Hill Cartel), оно основывалось на практике времен войны за независимость. Была разработана система сравнительной оценки пленных офицеров и рядовых. Было договорено, что пленные должны условно освобождаться, и им запрещается брать в руки оружие вплоть до полного освобождения по обмену. Предполагался взаимный обмен наблюдателями для контроля над выполнением условий.
Договор привёл к быстрому сокращению количества пленных в тюрьмах. В лагере Кэмп-Чейз их было 1726 в июле 1862 года, и всего 534 в марте 1863 года. За этот же период количество заключённых в лагере Кэмп-Дуглас упало с 7850 до 332, а в форте Делавер с 3434 до 30.
Еще до заключения соглашения федеральное правительство поняло, что военные могут злоупотреблять системой условного освобождения. Было замечено, что иногда пленных освобождали прямо на поле боя. Плен перестал означать попадание в тюрьму, а стал всё больше напоминать длинный отпуск и возможность побывать дома. Поэтому 28 июня Военный департамент издал Приказ № 72, запрещающий выдавать отпуска условно освобождённым военным. Для освобождённых пленных приготовили три специальных лагеря: Camp Parole для военных из восточных штатов, Кэмп-Чейз для военных из Кентукки, Огайо, Теннеси и Индианы, и Бэнтонские Казармы для военных из Иллинойса, Висконсина, Миннесоты, Айовы и Миссури.

## Практика применения
12 сентября 1862 года федеральный полковник Огастус Мур (командир 2-й бригады дивизии Канава) был захвачен в плен во время перестрелки у Фредерика. Южане условно освободили его и он отправился в сторону своей армии. По пути он встретил своего командира Кокса и спросил его, куда направляется дивизия. Кокс ответил, что они идут к ущелью Тернерс-Гэп, и Мур вскликнул: «О Боже, будьте осторожны!». Условия освобождения не давали ему права сообщать детали, но Кокс догадался о близости противника по этому намёку.
В некоторых случаях военнослужащие отказывались от условного освобождения. Например, во время сражения при Гетисберге в плен попал федеральный генерал Чарльз Грехам. Ему предложили условное освобождение, но он отказался, и еще 190 офицеров и 1500 рядовых, по воспоминаниям Грехама, поступили так же. Отказавшиеся исходили из того, что для их охраны противник будет вынужден привлечь значительные силы, и что у них есть шанс быть спасёнными своей кавалерией.
После капитуляции Северовирджинской армии при Аппоматтоксе все сдавшиеся (28 356 чел.) были условно освобождены. В то время удостоверение освобождённого казалось неким аналогом амнистии, и его выдача произвела настолько сильное впечатление на южан, что некоторые части, избежавшие капитуляции, вернулись к Аппоматтоксу и сдались — например, Фицхью Ли вернулся в Аппоматтокс 11 апреля и сдался Гиббону. Примером практической пользы от такого документа стал случай с бригадным генералом Генри Уайзом: на пути из Аппоматтокса в Норфолк Уайз встретил федерального кавалериста, который попытался конфисковать его лошадь. Уайз предъявил удостоверение освобождённого и заявил, что имеет охранную грамоту от генерала Гранта и находится под его защитой. Федеральный кавалерист отступил.